# فرودگاه اووبیرژ دی فلر
فرودگاه اووبیرژ دی فلر (به انگلیسی: Auberge Des Fleurs Airport) یک فرودگاه خصوصی است که یک باند فرود چمن دارد و طول باند آن ۵۶۳ متر است. این فرودگاه در شهر سندی، اورگن کشور ایالات متحده آمریکا قرار دارد و در ارتفاع ۱۵۵ متری از سطح دریا واقع شده‌است.